# Paula Patiño
Paula Patiño, née le 29 mars 1997 à La Ceja est une coureuse cycliste colombienne, membre de l'équipe Movistar.

## Biographie
En catégorie juniors, Paula Patiño est championne de Colombie sur route en 2014 et médaillée de bronze du championnat panaméricain du contre-la-montre l'année suivante.
En 2017 et 2018, elle court pour l'équipe Coldeportes Zenú Claro, ainsi qu'avec le Centre mondial du cyclisme de l'Union cycliste internationale,. Elle gagne une étape du Tour de Colombie et obtient la médaille  de bronze de la course sur route des Jeux bolivariens en 2017. Elle dispute le championnat du monde sur route avec l'équipe nationale colombienne et en prend la 31e place. En 2018, elle est notamment quatrième du  Grand Prix de Plumelec-Morbihan, quatorzième du Tour de l'Ardèche et sixième du Tour de Colombie, dont elle remporte à nouveau une étape. Elle dispute à nouveau le championnat du monde avec la sélection de Colombie.
En 2019, elle est recrutée par Movistar, équipe de l'UCI World Tour.

## Palmarès sur route

### Par année
- 2014

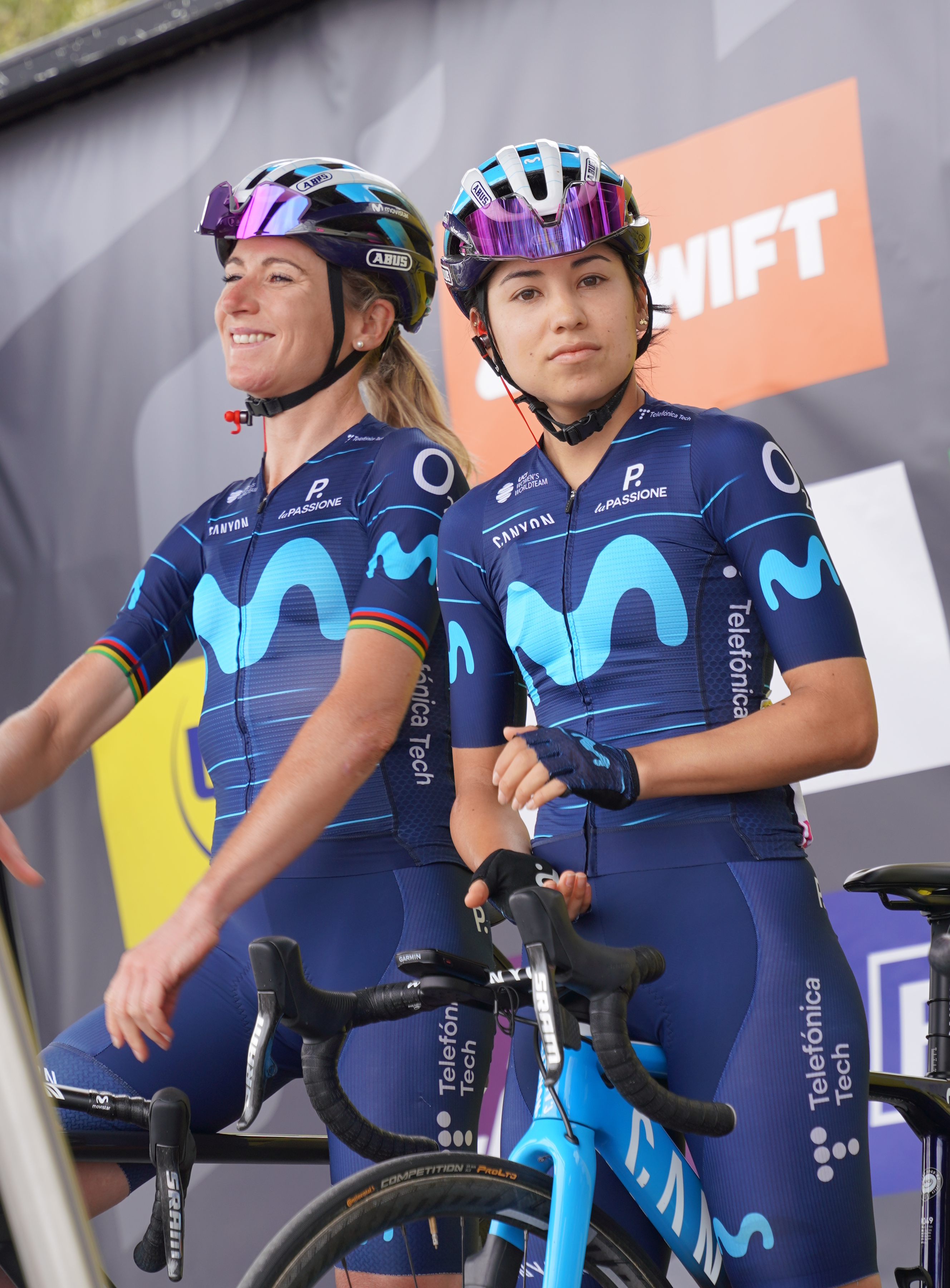
En 2022 sur le Tour de France avec Movistar.

  - Championne de Colombie sur route juniors
- 2015
  -  Médaillée de bronze du championnat panaméricain du contre-la-montre juniors
- 2017
  - 4e étape du Tour de Colombie
  -  Médaillée de bronze de la course sur route des Jeux bolivariens
  - 3e du Prix du Saugeais
- 2018
  - 2e étape du Tour de Colombie
  - Clásica de Rionegro
  - 2e de l'Enfer du Chablais
  - 3e du Tour de Charente-Maritime
- 2019
  -  Médaillée d'argent du championnat panaméricain sur route espoirs
- 2020
  - 8e du Tour d'Italie
- 2021
  - 2e du championnat de Colombie sur route
- 2022
  - 3e de la Emakumeen Nafarroako Klasikoa
  - 3e du Tour de l'Ardèche
  - 9e du Tour du Pays basque
  - 10e du Tour de Burgos
- 2023
  - 2e du championnat de Colombie sur route
- 2024
  -  Championne de Colombie sur route
- 2025
  - 3e du championnat de Colombie sur route
  - 3e du championnat de Colombie du contre-la-montre

### Résultats sur les grands tours

#### Tour d'Italie
6 participations
- 2019 : 23e
- 2020 : 8e
- 2022 : 26e
- 2023 : 18e
- 2024 : abandon (7e étape)
- 2025 : 37e

#### Tour de France
2 participations :
- 2022 : 23e
- 2023 : 25e

### Classements mondiaux
| Année                                 | 2018 | 2019 | 2020 | 2021 | 2022 | 2023 | 2024 |
| ------------------------------------- | ---- | ---- | ---- | ---- | ---- | ---- | ---- |
| Classement UCI                        | 157e | 218e | 125e | 180e | 54e  | 184e | 202e |
| UCI World Tour                        | nc   | 163e | 60e  | 175e | 65e  | 126e | 259e |
|                                       |      |      |      |      |      |      |      |
| Légende : nc = non classéSource : UCI |      |      |      |      |      |      |      |

## Palmarès sur piste

### Championnats panaméricains
- 2015
  -  Médaillée d'argent du championnat panaméricain de poursuite par équipe juniors
  -  Médaillée de bronze du championnat panaméricain du scratch juniors

### Championnats de Colombie
- Medellín 2016
  -  Médaillée d'argent de la poursuite par équipes (avec Estefania Herrera, Carolina Upegui et María Fernanda Paz)[5].